# Naamse stadsbus
Het Naamse stadsbusnet wordt geëxploiteerd door de TEC, entiteit "Namen-Luxemburg" en "Autobus Latour". Alleen lijnen 7 en 51 worden samen met buspachter "Autobus Latour" geëxploiteerd. Het stadsbusnetwerk kent anno 2014 achttien stadslijnen, waarvan één P+R lijn, een versterkingslijn en twee spitslijnen.

## Wagenpark
Het Naamse stadsnet wordt integraal door de stelplaatsen Salzinnes in de plaats Namen en Bauce-Malonne in de plaats Malonne, van TEC gereden. De meeste bussen van deze stelplaats kunnen op het stadsnet ingezet worden. Voorheen reden ook enkele bussen vanuit de stelplaats Lesve, maar nadat die stelplaats in 2004 sloot werden de bussen overgeplaats naar de stelplaats Bauce-Malonne.

### Huidig wagenpark TEC
De volgende bussen doen anno 2017 dienst op de stadsnet van Namen.
| Serie                               | Aantal | Fabrikant       | Type                       | Opmerking |
| ----------------------------------- | ------ | --------------- | -------------------------- | --- |
| 4.100-4.107 4.109-4.112 4.141-4.143 | 15     | Jonckheere      | S2000T                     | Rijden ook weleens op de streeklijnen.                                                                                                  |
| 4.257-4.258                         | 2      | Heuliez Bus     | GX 137                     | Niet te verwarren met de Heuliez GX127 bussen die in 2023 uit dienst zijn gegaan.                                                       |
| 4.260-4.262                         | 3      | Van Hool        | newA309                    | Rijden op de P+R lijn |
| 4.350-4.357                         | 8      | Jonckheere      | Transit 2000 G             | Rijden ook weleens op de streeklijnen.                                                                                                  |
| 4.380-4.386                         | 7      | Mercedes-Benz   | Citaro G II                | Rijden ook weleens op de streeklijnen.                                                                                                  |
| 4.400-4.413                         | 14     | Irisbus         | Citelis                    | 4.412 is uitgebrand |
| 4.600-4.630                         | 30     | VDL Bus & Coach | Citea CLF120               | 4.630 kwam als extra bus ter vervanging van de 4.412                                                                                    |
| 4.700-4.734                         | 35     | Volvo           | Volvo 7900 Electric-Hybrid | |
| 4.950-4.952                         | 3      | Scania          | OmniCity                   | Bussen rijden op bio-ethanol, afkomstig van BioWanze uit Wanze. In de stelplaats Bauce staat een klein pompstation voor deze brandstof. |
| 4.960-4.970                         | 11     | Volvo           | Volvo 7900 Electric-Hybrid | Bussen rijden voornamelijk op de lijn 2, 8 en 9. Bussen dragen een aparte huisstijl                                                     |

### Voormalig wagenpark TEC
Deze volgende bussen deden anno 2017 dienst op de stadsnet van Namen en zijn momenteel buiten dienst.
| Serie                   | Aantal | Fabrikant        | Type     | Opmerking |
| ----------------------- | ------ | ---------------- | -------- | --- |
| 110-113                 | 4      | Jonckheere-Volvo | B59-55   | Voormalig NMVB 4348, 4350, 4352 en 4354 (in die volgorde) Kregen in 1993 de reservestatus, maar werden in 1994 afgevoerd. |
| 260-270                 | 11     | Van Hool         | AU 124   | Voormalig NMVB 4825-4864. |
| 4.108                   | 1      | Jonckheere       | S2000T   | |
| 4.200-4.210             | 11     | Mercedes-Benz    | O405     | Tweedehands bussen, gekocht wegens een bussentekort Reden zowel op de stadslijnen als op de streeklijnen - 4.200-4.202; Voormalig Briem (DE) - 4.205; Voormalig Zieher (DE) - 4.206-4.210; Voormalig SVD (NL) 96, 97, 98, 99 en 53 (in die volgorde) |
| 4.250- 4.254            | 3      | Van Hool         | A508F2   | Reden op de P+R lijn De 4.250-4.251 begonnen hun carrière op de stadsdienst van Aarlen. De 4.253-4.254 werden in eerste instantie ingezet op de stadsdienst van Andenne. Kwamen in 2003 kwamen de bussen in dienst in Namen                          |
| 4.255-4.256             | 2      | Van Hool         | A508     | Reden op de P+R lijn Tweedehands bussen uit Aken 4.255 is afgevoerd, 4.256 staat reserve voor de Proxibuslijnen. |
| 4.257-4.258             | 2      | Heuliez Bus      | GX 127   | Rijden op de P+R lijn 4.258 is later bij besteld Reden eerst in de oude gele P+R huisstijl, maar sinds 2010 in de wijnrode P+R huisstijl Zijn in 2023 uit dienst gegaan.                                                                             |
| 4.300-4.304             | 5      | Van Hool         | A330     | |
| 4.650-4.659             | 10     | Van Hool         | A500     | Reden eerst op de stadslijnen, maar na de komst van nieuwe bussen ook op enkele streeklijnen Voormalig NMVB 2471-2480 |
| 4.725 4.727 4.735-4.743 | 11     | Van Hool         | A600     | 4.735-4.743 vertrokken eind 1993, begin 1994 naar andere gebieden Reden zowel op de streeklijnen als op de stadslijnen Bussen 4.725, 4.727 en 4.740 werden rijschoolbus voor Namen na de buiten dienst stelling.                                     |
| 4.800-4.841             | 42     | Jonckheere       | City 041 | Reden in eerste instantie op de stadslijnen, maar na de komst van nieuwe bussen enkel op streeklijnen |
| 4835-4841               | 7      | Van Hool         | AU 124   | Voormalig NMVB |
| 4.851-4.853 4.864-4.878 | 19     | Jonckheere       | Transit  | Reden in eerste instantie op de stadslijnen, maar na de komst van nieuwe bussen enkel op streeklijnen |
| 4.900-4.933             | 34     | Renault-EMI      | R312     | Afgevoerd na komst van de Citea's uit de reeks 4.600-4.630 in 2011 en na de komst van de Volvo 7900's in 2017. |

### Wagenpark Autobus Latour
Lijnen 7 en 51 worden samen met Autobus Latour geëxploiteerd. Lijn 51 wordt sinds 2005 geëxploiteerd onder contract nummer 5582. Hiervoor zijn enkele midibussen beschikbaar gesteld die in de huisstijl van de P+R lijn rijden. Voor lijn 7 worden bussen ingezet van contract nummer 5581, waarbij de dagelijkse inzet nogal kan variëren. Hieronder een overzicht van bussen die alleen op lijn 51 rijden of hebben gereden.
| Serie                | Aantal | Fabrikant | Type        | Opmerking     |
| -------------------- | ------ | --------- | ----------- | ------------- |
| 420779-420784        | 6      | Volvo     | 7900 Hybrid |               |
| 50                   | 1      | Van Hool  | A508        | Buiten dienst |
| 558223-558224 558231 | 3      | Van Hool  | newA308     | Buiten dienst |

## Huidige situatie
Anno 2014 zijn er achttien stadslijnen. Hieronder een tabel met de huidige stadslijnen die overdag rijden.
| Lijn | Traject                          | Frequentie  | Voornaamste haltes |
| ---- | -------------------------------- | ----------- | --- |
| A    | Belgrade - Jambes - Erpent       | 10’ - 30’   | Cité heureus, Square du Souvenir, Village, Rue Nélis, Casernes, Polyclinique, Place de la Station, Rue du Premier Lanciers, Rue de la Tour, Place d'Armes, Place de la Wallonie, Cimetière, Belle-Vue, Maibelle rue de l'Herbage, Avenue du Petit-Sart, Av. du Bois carré, Avenue de la Sauge, Collège N.-D. de la Paix, Av. des Acacias, Rue du Grand Tige, Froidebise rue Delcourt, Tournoir |
| 1    | Jambes - Saint-Marc              | 15’ - 20’   | Velaine Petit-Ry, Athénée, Place de la Wallonie, Pont de France, Place de la Station, Cité Germinal, Hall omnisports, Hôtel de Police, Rue du parc, Place communale |
| 3    | La Plante - Citadelle            | 60’         | Place de la Station, Rue de la Tour, Place d'Armes, Place Wiertz, École Hôtelière, Église, Rue J. Hamoir, Rue Dohet, Rond-Point-Thonar, École Primaire, Milieu du Monde, Marronnier |
| 5    | Salzinnes - Beez                 | 15’         | Hayettes, Rue H. Lecocq, Clinique Ste-Elisabeth, Rue des Arbalétriers, Rue de la Tour, Place l'Illon, Place de la Station, Place de l'École des Cadets, P+R Saint-Nicolas, CHR, Rue de Forêt, École maternelle, Moulins, Place communale, Plomcot terminus |
| 6b   | Namen - Malonne                  | 15’         | IMP Reumonjoie, |
| 7    | Namen - Bouge                    | 60’         | Place de la Station, Rue Léanne, Rue des Carrières, Rue Charles Simon, Clinique Saint-Luc, Institut, Sainte-Rita, Pêcherie |
| 8R   | Namen - Jambes                   | Piekuur     | Place de la Station, Rue du Premier Lanciers, Square Arthur Masson, Place Joséphine-Charlotte, Institut Ste-Marie |
| 9    | Jambes - Flawinne - (Floriffoux) | 30’ - 60’   | Église (Floriffoux), Quatre Seigneurs, Comognes, Rue Vandervelde, Église (Flawinne), Rue Delhaye, Rue laide Coupe, Place de la Station, Rue de la Tour, Place de la Wallonie, Caserne du génie, Amée terminus |
| 11   | Jambes - Saint-Servais           | 30’         | Place de la Station, Hall Omnisports, Beau-Vallon, Rue Malevez, Cité Germinal, Place de la Wallonie, Place l'Ilon, Athénée, Velaine Rond-Point |
| 24   | Namen - Daussoulx                | 30’         | Moulin, Église, Route de la Gare, École, Église du Centre, Gueulette, Place dieudonné - Transvaal, Rue de Bomel, Place de la Station |
| 27   | Salzinnes - Champion - Vedrin    | 15’         | Château des Balances, Rue Marinus ISAN, Val Saint-Georges, P+R Namur Expo, Avenue Léopold II, Place de la Station, Rue Saint-Luc, Bois de Bouge, P+R Bouge, Champion Institut, Rue Fontaine, Les Comognes, Place Romain, |
| 33   | Gare - Pied-Noir                 | 120’        | Place de la Station, Pied-Noir |
| 50   | Namen - Beez                     | 30’         | Place de la Station, Rue Léanne, Ballart PN, Plomcot Terminus, Plomcot Rue de Wisconsin, Moulins, Viaduc |
| 54   | Namen - Saint-Servais - Belgrade | 60'         | Place de la Station, Boulevard de Merckem, Cité Germinal, Cité Floréal, Hall omnisports, Rue Saint-Donat, Polyclinique, Renaissance, Avenue des Vignes, Rue du 13e de ligne, Square du Souvenir, Rue Durieux, Cité heureuse, Rue de la Bosna |
| 65   | Namen - Jambes                   | 10’         | Place de la Station, SRWT - TEC, Place de la Wallonie |
| 80   | Namen - Jambes                   | 30’         | Place de la Station, Rue du Premier Lanciers, Place de la Wallonie, Belle-Vue, Tournoir, Collège N.-D. de la Paix, Avenue des Acacias, La Perche, Malpair, D.L.M., Vieille place, Rue des Scabieuses |
| 89   | Namen - Wierde                   | 180’ - 300’ | Place de la Station, Rue du Premier Lanciers, Rue de la Tour, Place d'Armes, SRWT - TEC, Rue Commandant Tilot, Haute-Enhaive, Place de la Wallonie, Viaduc |